# 查查科馬約克山
13°53′57″S 71°19′7″W / 13.89917°S 71.31861°W
查查科馬約克山（Chachacomayoc），是秘魯的山峰，位於該國東南部庫斯科大區，處於瓦薩科查山和哈通里蒂約克山西南面，屬於安第斯山脈中韋爾卡努塔山脈的一部分，海拔高度約5,100米。